# André Campra
Pour les articles homonymes, voir Campra.
Œuvres principales
L'Europe galante (1697), Hésione (1700), Tancrède (1702), Idoménée (1712), Requiem (date inconnue)

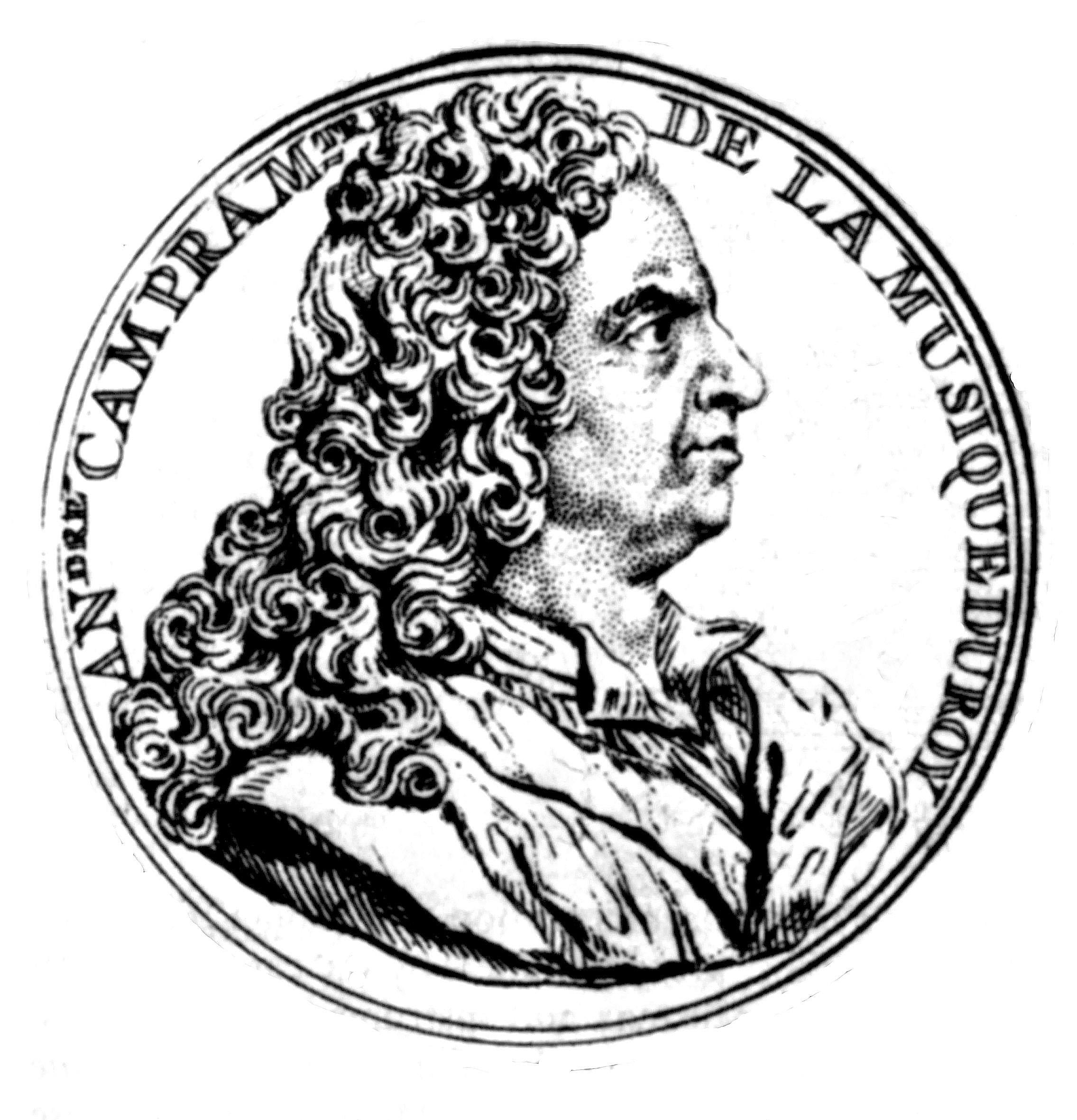
André Campra, gravure du Parnasse français d’Évrard Titon du Tillet, 1732

André Campra est un compositeur français de la période baroque, baptisé à Aix-en-Provence le 4 décembre 1660 et mort à Versailles le 29 juin 1744.
Chronologiquement situé entre Jean-Baptiste Lully et Jean-Philippe Rameau, il a participé au renouveau de l'opéra français. Après avoir été formé à la cathédrale Saint-Sauveur à Aix-en-Provence, il accède, en quelques années, au poste prestigieux de maître de musique de Notre-Dame de Paris, après l'avoir été successivement à la cathédrale Notre-Dame-de-la-Seds de Toulon, à la cathédrale Saint-Trophime d'Arles (devenue, et restée jusque maintenant, simple église Saint-Trophime) et à la cathédrale Saint-Étienne de Toulouse. Il devient ensuite « batteur de mesure » à l'Académie royale de musique (l'Opéra de Paris), dont il deviendra l'inspecteur général. Il dirigera aussi les musiciens et les pages de la Chapelle royale (essentiellement des chanteurs - des chantres - adultes et des garçons en cours de formation) et en sera un des deux compositeurs « ordinaires », jusqu'à ce qu'il se retire en 1735 pour des raisons de santé. Il est l'auteur de nombreuses œuvres profanes, notamment dans le domaine de l'opéra-ballet. Il composera un nombre également important de partitions religieuses. Certains de ses grands motets sont restés célèbres (en particulier son Requiem).
Au faîte de sa gloire sous la Régence (période qui court de 1715 à 1723), Campra était encore adulé dans les dernières années de sa vie. Il meurt à Versailles le 29 juin 1744, à l'âge de 83 ans. Assez curieusement, son testament le montre pauvre, infirme, isolé dans un petit appartement versaillais, en compagnie de ses deux domestiques. Lorsqu'il mourut, son œuvre, bien vivante et largement diffusée en province, se maintint encore au répertoire pendant plus de vingt ans,.

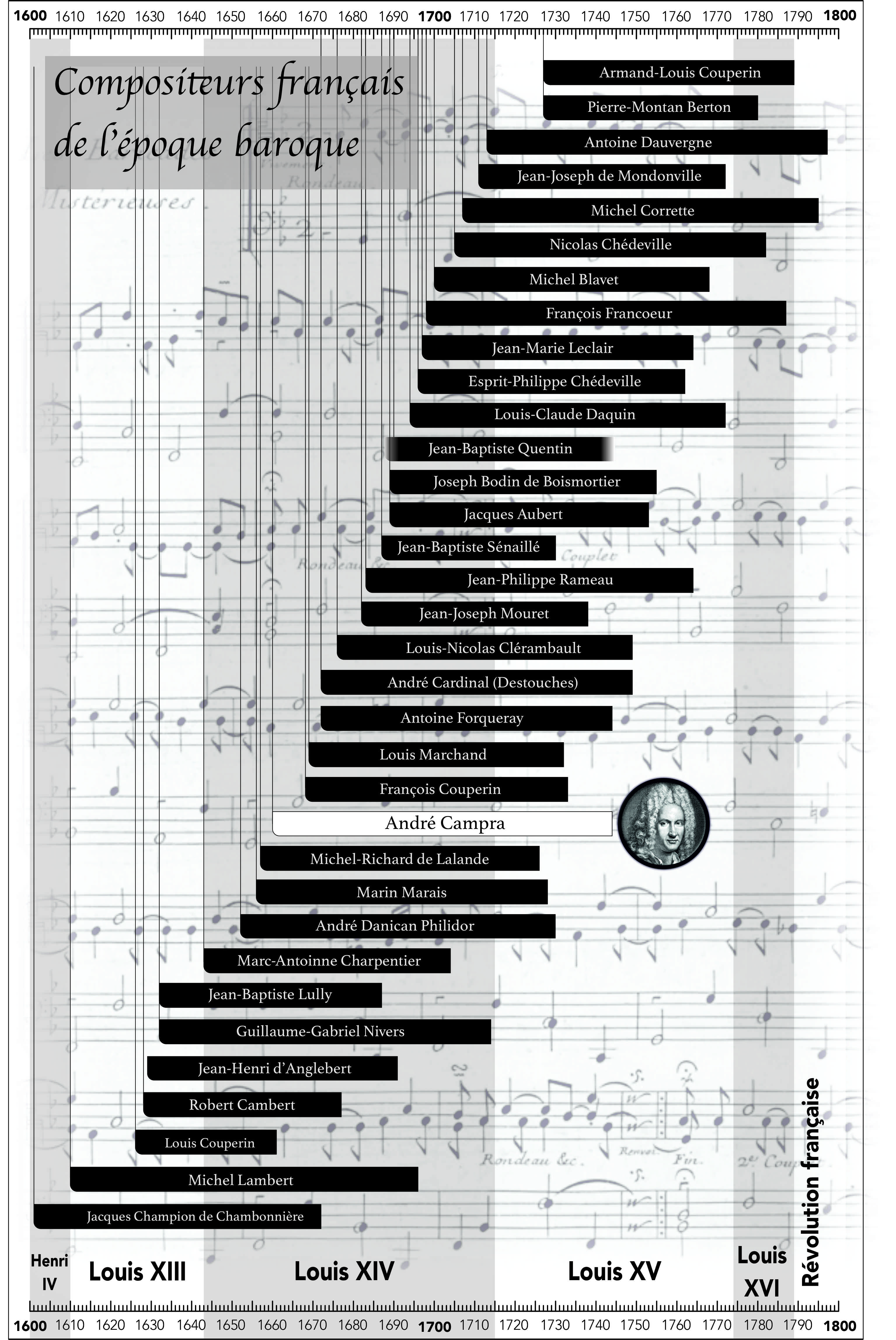
André Campra parmi ses contemporains français.

## Biographie

### Formation

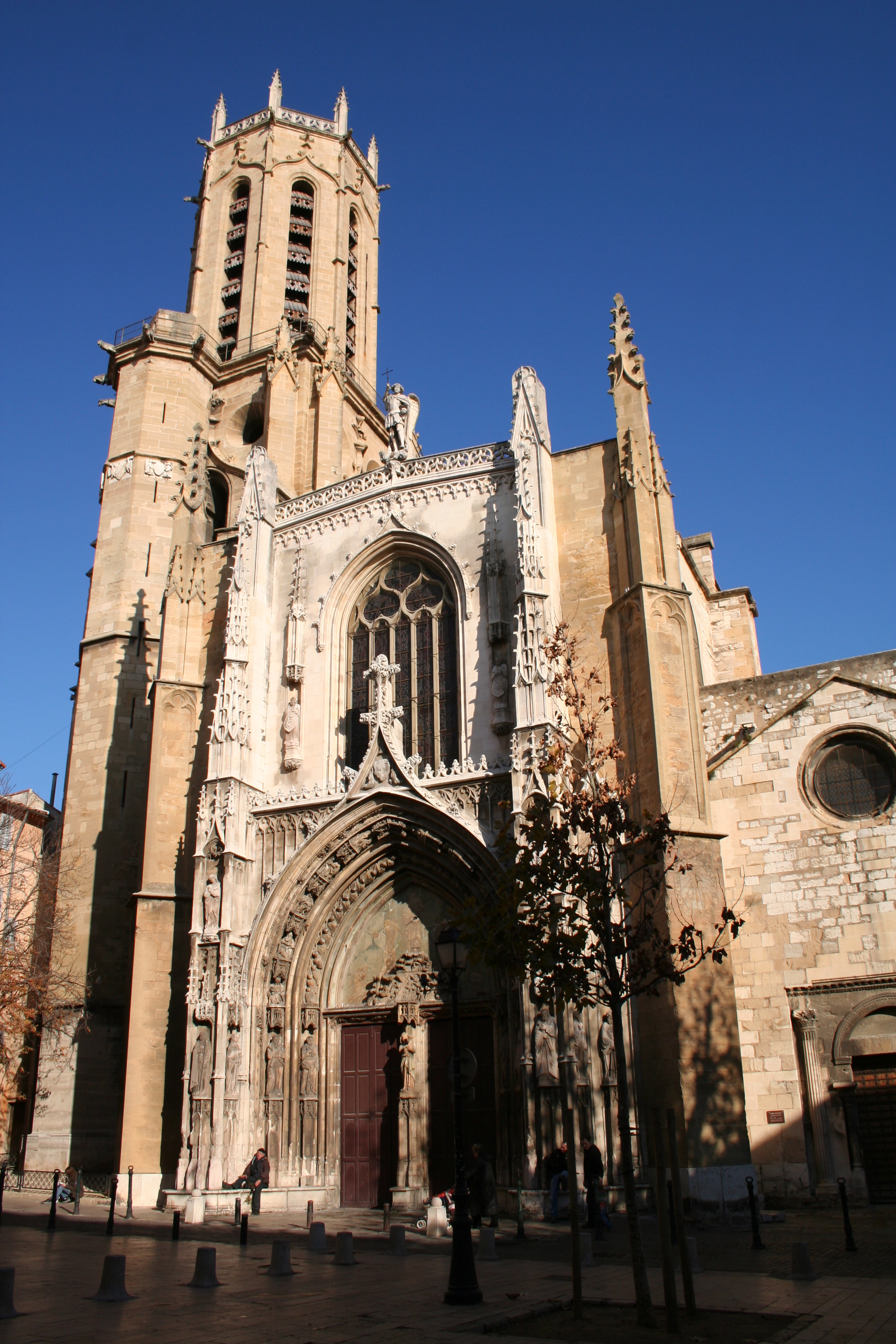
Cathédrale Saint-Sauveur d'Aix-en-Provence

Il est le fils de Jean-François (Giovanni Francesco) Campra, un chirurgien et violoniste originaire de Graglia dans le Piémont, et installé à Aix-en-Provence. Comme souvent, c'est un parent (en l’occurrence son père) qui lui apprend les premiers éléments de musique. Puis, tout en gardant son tempérament indépendant et colérique, il reçoit sa formation musicale et religieuse (et bien sûr générale), de la part des enseignants de la cathédrale Saint-Sauveur d'Aix-en-Provence. Le maître de musique du chapitre canonial de cette église était alors le compositeur et joueur de serpent Guillaume Poitevin. Cette fonction de directeur de la musique faisait du chantre reçu à ce poste, tout à la fois le maître des enfants de chœur constituant la maîtrise, et le maître du chœur professionnel de cette cathédrale (les parties aiguës étaient chantées par les sopranos garçons, les hommes adultes assurant les autres parties, de l'alto à la basse). La maîtrise de la cathédrale d'Aix est à l'origine de la vocation de plusieurs musiciens, comme Laurent Belissen. Le cardinal Grimaldi accorda au jeune Campra la tonsure cléricale en 1672. On le considérait comme très doué, alors même que, selon la tradition, jusqu'à l'âge de 16 ans il ne savait ni lire ni écrire. Prise au pied de la lettre, cette légende semble peu vraisemblable car un élève aussi rebelle n'aurait pas pu rester longtemps dans l'école et dans le chœur. Dans le même ordre d'idées, ce serait à l'occasion de sa dix-septième année que, subitement, il apprend la lecture, l'écriture et la musique, à tel point que cette même année il compose son motet Deus noster refugium, qui lui donnera une certaine renommée. Son apprentissage tardif de la lecture et de l'écriture sont pourtant remis en cause par plusieurs auteurs, comme Louis de Bonafous de Fontenai (1776), et plus récemment par Maurice Barthélemy (1995), selon lequel « on ne gardait pas les enfants peu doués dans les maîtrises, et si Campra a reçu la tonsure à l'âge où il a mué, c'est qu'il a [déjà] fait ses preuves. ». La composition de son motet signifierait plutôt qu'il avait terminé ses études et qu'il présentait son travail lui permettant de quitter la maîtrise et de commencer à voler de ses propres ailes.
En 1679 il fait un bref passage par Toulon et revient dans le chœur de Saint-Sauveur d'Aix. En 1681, il est surpris à enfreindre les règles  imposées aux enfants de la maîtrise aussi bien qu'aux choristes adultes. Le règlement interdit en effet « de faire ny d'adcister aux opérats qui se font dans la ville ». La ville compte alors trois, voire quatre salles de jeu de paume qui peuvent à l'occasion se transformer en salles de théâtre. On ne sait si Campra a assisté simplement à des représentations théâtrales ou s'il y a pris part, comme musicien ou acteur ; toujours est-il qu'il risque le renvoi pur et simple. Ses maîtres se montrent toutefois bienveillants et le conservent avec eux. Le 27 mai 1681 il reçoit le bénéfice de la chapellenie du Saint-Esprit, où il ne demeure pas longtemps, partant pour Arles « jouir de maistre de musique ». Reçu au chapitre de Saint-Trophime le 22 août, il dirige les enfants de chœur de la cathédrale.
En 1683 il obtient le poste de maître de musique de la cathédrale Saint-Étienne de Toulouse. En 1684 il participe au concours de musique organisé par les États de Languedoc à Montpellier à la suite de la mort soudaine du maître de musique Jean Granouilhet de La Sablière ; les États lui préfèrent finalement André Mallet, mais lui accordent un défraiement important et l'invitent à venir faire chanter à la session suivante de 1685. De 1694 à 1700 il est maître de musique de Notre-Dame de Paris. Il produit donc d'abord de la musique sacrée et se fait une réputation par ses motets. 

### L'affaire de l'enrôlement
En 1690, alors que le vice-amiral de Tourville arme une flotte, Campra est réquisitionné pour s'engager à bord d'un vaisseau du roi et y servir en qualité de mousquetaire. Campra, ne désirant pas quitter son emploi de maître de musique à la cathédrale de Toulouse, refuse la demande, mais se voit contraint par un exempt de se rendre à Toulon pour y embarquer à bord du navire Le Sérieux. Ordre auquel Campra refuse à nouveau de se plier. Le recruteur du vice-amiral, le chevalier de Juliard, ordonne l'arrestation et la mise en détention du musicien. Il est écroué à Toulouse et ne doit sa libération qu'à une intervention de l'archevêque de Toulouse, Jean-Baptiste-Michel Colbert de Villacerf : celui-ci réclame son musicien, et l'élargissement de Campra est prononcé. Pourtant, quelques jours plus tard, le 23 février 1690, de Juliard ordonne sous trois jours le retour de Campra à Toulon. L'archevêque dépose alors une plainte auprès de Louis Phélypeaux de Pontchartrain, secrétaire d'État à la Marine. Un procès est organisé, au cours duquel de Juliard se défend en affirmant les raisons selon lesquelles Campra lui-même voulait se rendre à Toulon et en avait été empêché : « Campra, libertin, a rendu mère une jeune fille abusée ; il a déclaré à M. de Juliard qu'il lui fallait faire une campagne pour se soustraire au courroux des parents de sa victime, et a supplié cet officier de l'enrôler. Un homme, ami du chevalier, a entendu la confession de Campra et jure sur l'Évangile que l'enseigne dit vrai. » De Juliard avouera ultérieurement la fausseté de cette déclaration. Il mourra quelques mois plus tard, le 10 juillet 1690, à la bataille de Bevezier.

### Départ de Toulouse et carrière parisienne

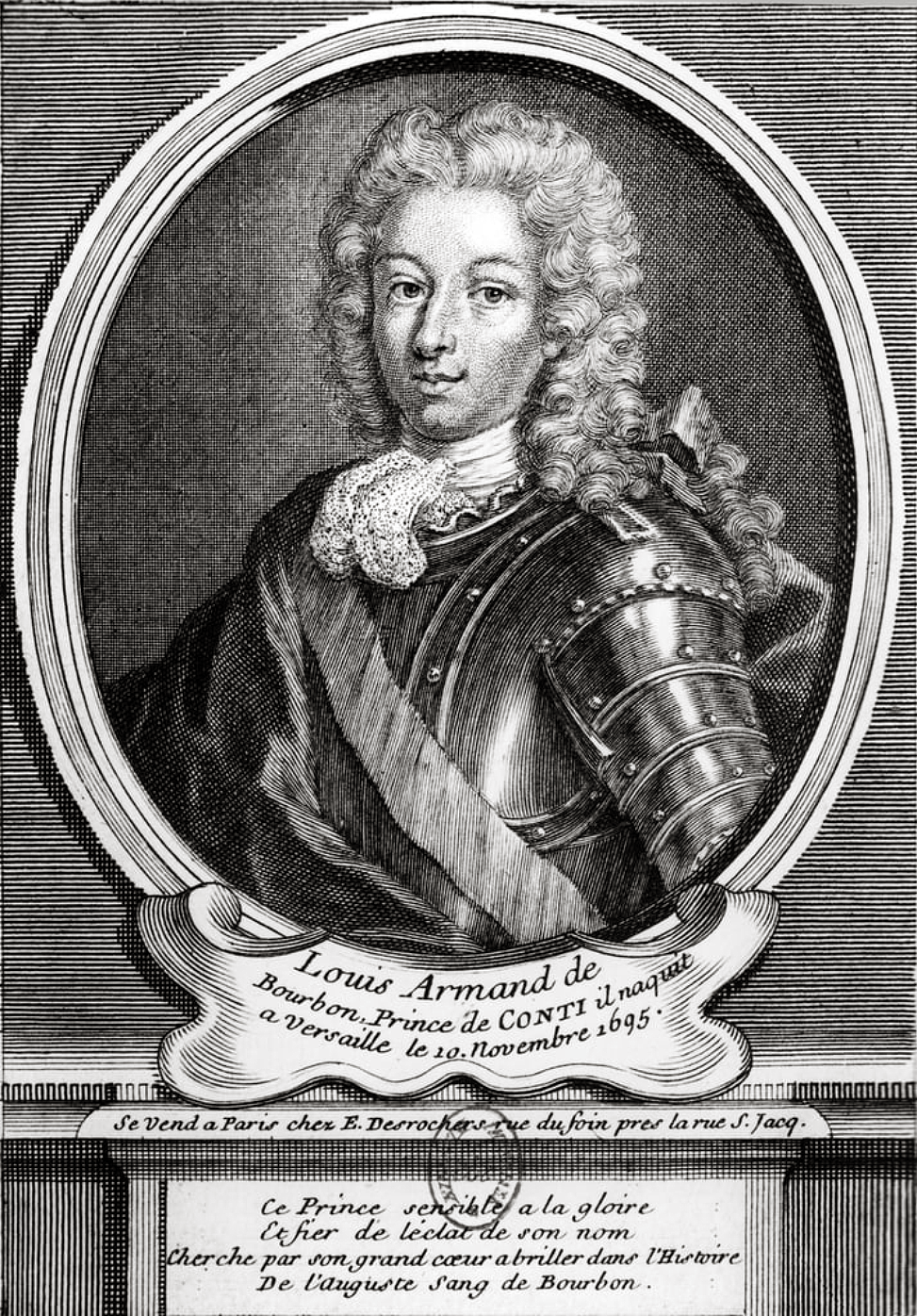
Le prince de Conti, chez qui Campra devient maître de musique.

Malgré sa dette vis-à-vis de l'archevêque, ses relations avec le chapitre de Saint-Étienne de Toulouse se détériorent en raison de son penchant pour la boisson et sa réputation d'homme dépravé. C'est ainsi qu'en 1691, une délibération de ce même chapitre l'oblige à lui soumettre ses créations avant de les interpréter. Campra ne peut accepter l'affront et profite d'un congé de quatre mois, en 1694, pour se faire élire à l'unanimité maître de musique à Notre-Dame de Paris, exempté de l'épreuve d'admission, et publie, l'année suivante son premier livre de motets. Dès lors, il ne quittera plus Paris. Il commence en 1697 à se tourner vers le théâtre avec L'Europe galante et se voit bientôt obligé de renoncer à la charge qu'il exerce à Notre-Dame :
« Quand notre archevêque saura que Campra fait un opéra, Alors Campra décampera ! ». Ces petits vers, diffusés dans Paris à l'époque, montrent la réticence de l'Église à employer un compositeur attiré par la musique d'opéra, mais indique surtout que Campra ne pouvait pas compter que des amis. Tout le monde ne pouvait pas facilement accepter le fait qu'il ait voulu à son tour concilier la manière française (caractérisée par une certaine douceur, selon les commentateurs de l'époque) et l'ardeur transalpine (plus concertante et solistique, et donc éloignée de la polyphonie qui s'était progressivement développée dès l'époque médiévale en France et au-delà, d'abord à Notre-Dame précisément). Dans tous les genres musicaux, cette querelle esthétique divisa profondément les consciences en France. Les amateurs du « goût français » et du « goût italien » s'affrontèrent de manière durable.
Campra démissionna de son poste à la cathédrale de Paris le 13 octobre 1700 et donna à l'Académie royale de musique son Hésione, qui obtiendra un vif succès.
Il est alors engagé par le prince de Conti en tant que maître de sa musique. À partir de la mort de Louis XIV en 1715, Campra, soutenu par le Régent Philippe d'Orléans, occupa des postes importants à l'Académie royale de musique. Il la dirigera à partir de 1732. Il obtint ensuite un des deux postes de sous-maître de la musique de la Chapelle royale (le maître, un ecclésiastique, n'avait pas de fonction musicale proprement dite).
Parallèlement, il est employé par les jésuites comme maître de musique de l'église du collège Louis-le-Grand et de l'église Saint-Louis de leur Maison professe,. Outre de la musique religieuse, il compose plusieurs œuvres destinées aux représentations théâtrales du collège Louis-le-Grand.
Avec L'Europe galante, Campra s'affirme comme le vrai créateur de l'opéra-ballet, genre musical créé à l'origine par Pascal Collasse (dans le Ballet des saisons). À partir de 1720, on constate qu'en tant que compositeur, il se consacra essentiellement à la musique religieuse. Il continua tout de même à produire quelques partitions pour la scène.
Le 6 avril 1726, André Campra est « reçu pour frère servant d'armes » dans l'ordre royal, militaire et hospitalier de Saint-Lazare de Jérusalem, dont le Grand Maître est, depuis 1720, le fils du Régent, Louis d'Orléans. Il devenait en quelque sorte chevalier des arts et lettres, cet ordre ayant été profondément réformé par le roi Henri IV, au début du siècle précédent. Le 21 décembre 1722 et le 24 mars 1724, les compositeurs Jean-Baptiste Morin, créateur de la cantate française, puis Charles-Hubert Gervais, ami personnel du Régent Philippe d'Orléans, étaient eux-mêmes devenus membres de cet ordre,,.
Dans le domaine privé, on sait aussi que Campra fut mêlé à une affaire de libertinage. Déjà « fort vieux » (selon un texte de l'époque), il participa à une soirée impromptue, passée en compagnie de danseuses de l'opéra. L'affaire s'ébruita et tout Paris s'en amusa (ou s'en offusqua).
André Campra meurt à Versailles le 29 juin 1744, à l'âge de 83 ans. Selon son testament, il vivait alors dans la pauvreté et la maladie. Il lègue la plupart de ses biens à son domestique et à sa cuisinière.
Un collège et une rue d'Aix-en-Provence portent son nom ; une plaque dans la cathédrale Saint-Sauveur rappelle qu'il a été baptisé dans ces murs.

## Principales œuvres

### Œuvres religieuses
- Messe Ad majorem Dei gloriam[23], Ballard, 1699
- Nisi Dominus (Psaume 126), 1722
- Messe de Requiem, postérieure à 1723
- Motets pour la Chapelle royale, 1723-1741
- Ecce panis angelorum, 1723-1726
- Miserere, 1726
- Te Deum laudamus (pour la naissance du Dauphin Louis de France (1729-1765)), 1729
- Oratorio de Noël, Nativitas Domini Jesu Christi, 1710

### Œuvres profanes

#### Musique pour le théâtre

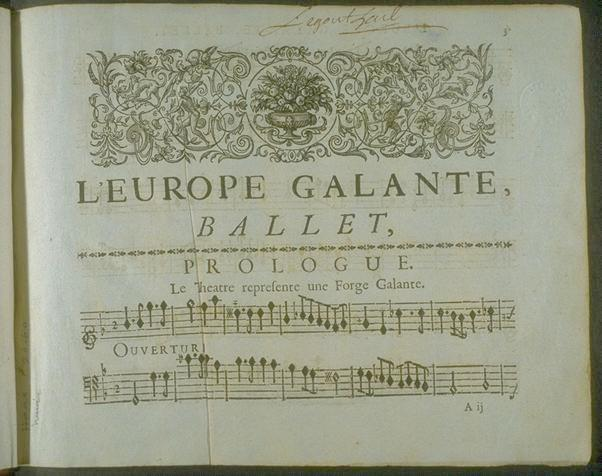
L'Europe galante, opéra-ballet (1697), première page de la partition.

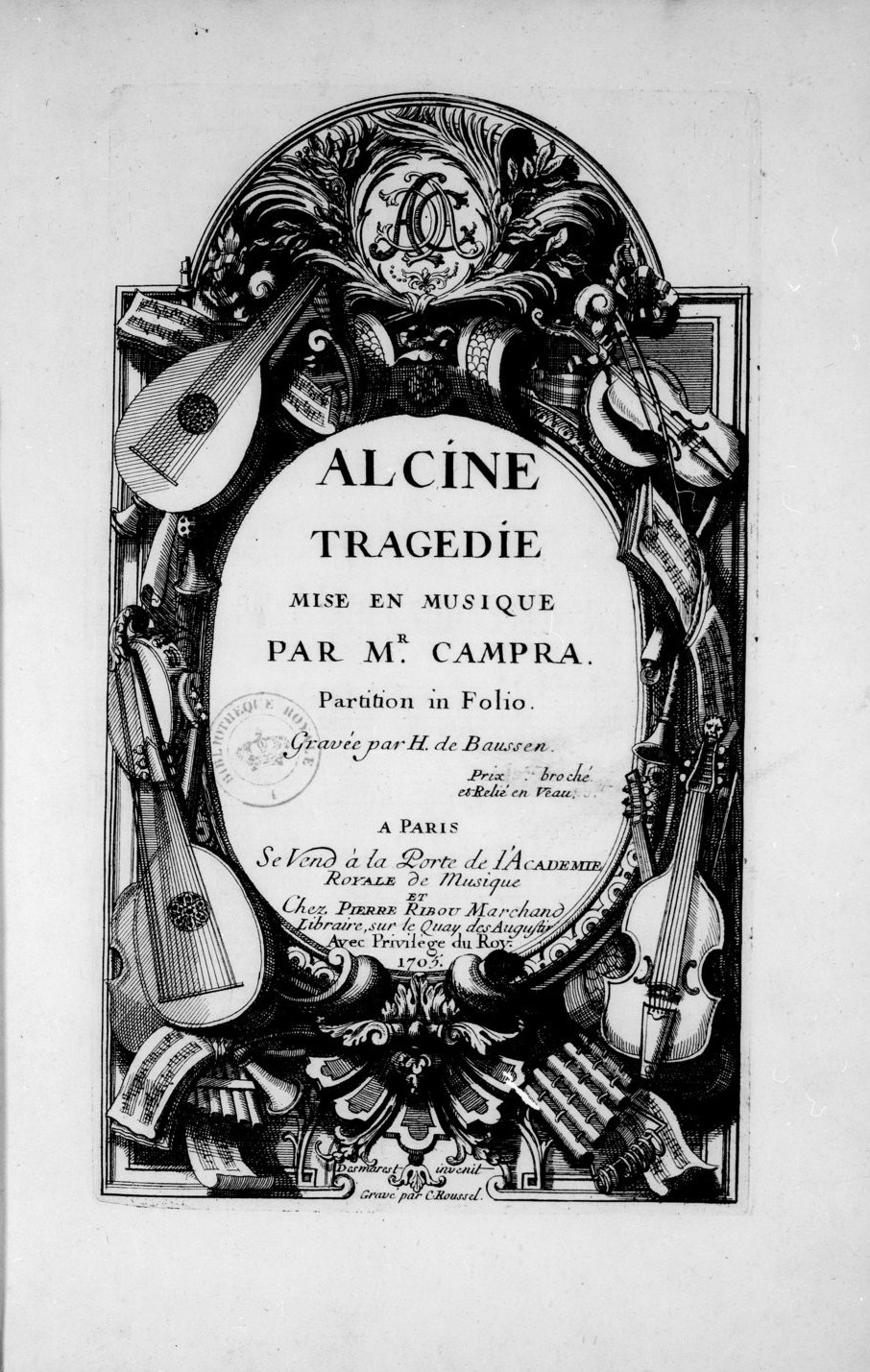
Page de titre d’Alcine, tragédie lyrique, gravée par Claude Roussel, 1705.

- L'Europe galante, opéra-ballet, 1697
- Vénus, feste galante, 1698
- Le Carnaval de Venise, 1699
- Hésione, tragédie lyrique, 1700
- Le Destin du Nouveau Siècle,1700
- Aréthuse, opéra-ballet, 1701
- Tancrède, tragédie lyrique, 1702
- Les Muses, 1703
- Télémaque, tragédie lyrique pastiche, 1704
- Iphigénie en Tauride, tragédie lyrique, 1704
- Alcine, tragédie lyrique, 1705
- Hippodamie, tragédie lyrique, 1708
- Les Fêtes vénitiennes, opéra-ballet, 1710
- Idoménée, tragédie lyrique, 1712
- Télèphe, tragédie lyrique, 1713
- Énée et Didon, fête musicale, 1714
- Camille, reine des Volsques, tragédie lyrique, 1717
- Les Muses rassemblées par l'Amour, idylle en musique, 1723
- Les Sauvages, 1729
- Achille et Déidamie, tragédie lyrique, 1735

#### Autres partitions profanes
- Trois livres de cantates, 1708, 1714 et 1728
- Benjamin et Joseph, cantates avec symphonie, pour le collège jésuite Louis-le-Grand

### Rééditions modernes
- Tota pulchra es (2 voix égales et basse continue), éd Henri-Adam de Villiers/Schola Sainte Cécile, Paris, 2001
- Ouverture d'Hésione, édition de Dimitri Agüero, chef de l'orchestre de l'AMA Provence (transcription à partir du manuscrit de la bibliothèque Méjanes), 2017.
- Grand Dixit Dominus, Requiem, Confitebor Tibi Domine, In Convertendo, Regina coeli, Cum invocarem, aux éditions du CMBV.
- Arion, cantate avec symphonie (CMBV, 2016).
- Benjamin, Joseph, cantates pour soprano, violon, flûte et basse continue (CMBV, 2022).

## Discographie
(par ordre chronologique)
- Les Fêtes vénitiennes, Gustav Leonhardt, DHM, 1969.
- Requiem, Judith Nelson, Dinah Harris, sopranos, Jean-Claude Oriac, Wynford Evans, ténors, Stephen Roberts, basse, The Monteverdi Choir, English Baroque Soloists, John Eliot Gardiner, CD Erato, 1981 report Warner classics 2007.
- Requiem, chœur et orchestre de l'Alliance française de Buenos Aires, Julio Fainguersch, 1984 (enregistrement non-commercial de Dimitri Aguero, disponible sur demande)
- Tancrède, Jean-Claude Malgoire, Erato, 1990.
- Idoménée, Les Arts florissants, William Christie, Harmonia Mundi, 1992.
- L'Europe galante, Gustav Leonhardt, DHM, 1995.
- Cantates françaises, Les Arts Florissants, William Christie, Harmonia Mundi, 2000.
- Motets à une et deux voix, ensemble Da Pacem, Arion, 2000
- Le Carnaval de Venise, Le Concert Spirituel, Hervé Niquet, Glossa, 2011.
- Requiem, Miserere, Dominique Visse, Gilles Ragon, Peter Harvey, Les pages de la Chapelle, Orchestre de La Grande Écurie et la Chambre du Roy, Jean-Claude Malgoire, CD Centre de musique baroque de Versailles Fnac Musique 1993.
- Motets pour Notre-Dame de Paris, ensemble Aquilon, Harmonia Mundi.
- Oratorio de Noël, Psaume CXXV In convertendo Dominus, Edith Selig, soprano, Eric Tappy, ténor, Jacques Herbillon, baryton, Marc Schaeffer, orgue, Ensemble vocal du conservatoire de Strasbourg, Collegium Musicum de Strasbourg, dir Roger Delage. LP stéréo  A. Chardin 1965 AMS 82 report CD 2011.

L'Ensemble baroque Les Festes d'Orphée a enregistré quatre œuvres de Campra : 
• Petit motet Dissipa Domine dans Les Maîtres baroques de Provence - Vol. 1 - 1996 - Parnassie éditions
• Petit motet Omnes gentes dans Les Maîtres baroques de Provence - Vol. 2 - 1998 - Parnassie éditions
• Grand motet « Nativité de Jesus-Christ » dans Un Noël en Provence - Vol. 3 - 2013 - Parnassie éditions
• Idylle en musique Les Muses rassemblées par l'Amour dans Les Maîtres baroques de Provence - Vol. 5 - 2015 - Parnassie éditions. Œuvre majeure du patrimoine provençal (11 personnages solistes, grand-choeur et orchestre baroque), re-créée par Les Festes d'Orphée.